# Green River (Wyoming)
Green River és una ciutat i seu del comtat de Sweetwater a l'estat de Wyoming dels Estats Units d'Amèrica.

## Demografia
Segons el cens dels Estats Units del 2000 Green River tenia 11.808 habitants, tenia 11.808 habitants, 4.177 habitatges, i 3.212 famílies. La densitat de població era de 332,5 habitants/km².
Dels 4.177 habitatges en un 42,5% hi vivien nens de menys de 18 anys, en un 64,4% hi vivien parelles casades, en un 8,4% dones solteres, i en un 23,1% no eren unitats familiars. En el 19,3% dels habitatges hi vivien persones soles el 6% de les quals corresponia a persones de 65 anys o més que vivien soles. El nombre mitjà de persones vivint en cada habitatge era de 2,8 i el nombre mitjà de persones que vivien en cada família era de 3,22.
Per edats la població es repartia de la següent manera: un 31,1% tenia menys de 18 anys, un 8,8% entre 18 i 24, un 28,9% entre 25 i 44, un 24,8% de 45 a 60 i un 6,5% 65 anys o més.
L'edat mediana era de 34 anys. Per cada 100 dones de 18 o més anys hi havia 100,7 homes.
La renda mediana per habitatge era de 53.164 $ i la renda mediana per família de 59.100 $. Els homes tenien una renda mediana de 51.418 $ mentre que les dones 24.306 $. La renda per capita de la població era de 20.398 $. Entorn del 3,1% de les famílies i el 4,5% de la població estaven per davall del llindar de pobresa.

## Poblacions properes
El següent diagrama mostra les poblacions més properes.